# Bezzia aldanica
Bezzia aldanica är en tvåvingeart som beskrevs av Remm 1974. Bezzia aldanica ingår i släktet Bezzia och familjen svidknott. Inga underarter finns listade i Catalogue of Life.